# 諸岡ケンジ
諸岡 ケンジ（もろおか ケンジ、1961年2月28日 - ）は日本のシンガーソングライター。長崎県佐世保市出身。血液型A型。

## 経歴
大学卒業後、21歳で上京。
1986年 - RVC/air RECORDSより、アルバム『Stay Fire』、シングル「マリアンヌ」でメジャー・デビュー。
1987年 - アルバム『Midway』発売。サンケイホールを皮切りに全国20ヶ所コンサートツアー開催。
1989年 - 「7月の女神」（資生堂シーブリーズCM曲）発売。
1992年 - 神力裕とのヴォーカルデュオユニット「RD」結成。
1993年 - テレビ朝日系「機動戦士Vガンダム」主題歌「Don't Stop! Carry On!」発売（RD名義）。
1995年 - 「夢の隣に」（黄桜山廃 CM曲）、「All of my Love」（テレビ朝日系「目撃!ドキュン」エンディングテーマ）発売。
1997年 - 「Heart to Heart」（河合塾 CM曲）発売。
1998年 - 桑名正博を中心に結成した「THE TRIPLE X」のライブ・ツアーに参加。
2003年 - イオン大感謝祭CM曲を手掛ける。
2004年 - 都内ライブハウス等において定期的にライブ活動。水木一郎他とライブイベント「スーパーロボット魂」出演（Zepp TOKYO他）
2005年 - テレビ大阪「音革命」MC就任。
2007年 - ユニバーサルミュージックより、10年ぶりに8作目となる6曲入りミニ・アルバム『TREASURE』発売。アルバムリリースツアーとして行われた東京・渋谷BOXX、長崎県・アルカス佐世保イベントホールでのライブは両日ともチケットが完売となった。
2008年 - 美勇士プロデュースによる、アン・ルイストリビュート・アルバムに参加
2011年 - デビュー25周年ライブを渋谷ON AIRにて開催。
2015年 - 東京自由学院の学院長に就任。
2020年 - 4月21日、15年ぶりのフル・アルバム、『Estrange』発売。
2021年 - スーパーロボット魂2021-Stage Universe-に出演。
2022年 - アルバム『秘密基地』発売。自身初の各種配信サイトでの先行リリース。

## 来歴
米軍基地のある佐世保に生まれ、少年時代には実家に間借りしていた5人のNAVYたちが“兄貴代わり”だったこともあった。好んでFENを聴き、ロックが自然に存在する環境に育つ。小学生の頃、父親が酔った勢いで買ってきたドラムスを習う事になるが、マーチばかりのレッスンに興味が湧かず1週間でやめ、野球に打ち込む青春を送るようになる。しかし大学時代、肘が上がらなくなり野球を断念。
ギターを買い、歌を歌い始める。ロックコンサートを見たことがきっかけで、音楽の道を歩むことを決心し上京。
アマチュアバンドを経て、1986年6月「マリアンヌ」でデビュー。その後、ライブを中心に活動。数多くのCMソング（シーブリーズ、HONDA、キリンビール、黄桜山廃など）、日詰昭一郎とのユニット（Jack Bites）名義でアニメ『機甲警察メタルジャック』、RD名義で『機動戦士Vガンダム』などの主題歌を担当。

2015年より、音楽専門の通信制サポート校東京自由学院学院長を務める。

## 出演
過去のラジオレギュラー
- 諸岡ケンジの「おい!起きろ!」（東海ラジオ放送）[1]
- 「夢見る前に　諸岡ケンジ」（東海ラジオ放送）
- 諸岡ケンジと瀬口侑希のうたパラ!（東海ラジオ放送）
- 「諸岡ケンジと中村繁之のEndress Road」（FM世田谷）

## ディスコグラフィー

### シングル
- 1986年6月21日 - マリアンヌ
- 1986年11月21日 - Let's Stay Together
- 1987年4月5日 - ACTION（NOVA CMソング）
- 1989年7月5日 - 7月の女神 c/wYou're in my heart（シーブリーズCMソング、ホンダCMソング）
- 1990年11月21日 - Workin' in Freedon（フロムA CMソング）
- 1991年5月5日 - HOLD ON c/wJUST DREAM ON / 諸岡ケンジ & JACK BITES　「機甲警察メタルジャック」エンディング・オープニングテーマ
- 1992年9月26日 - Dead or Love（キリンビールCMソング） ※RD名義
- 1993年11月3日 - Don't stop!Carry on!（「機動戦士Vガンダム」主題歌） ※RD名義
- 1995年1月25日 - 夢の隣に（黄桜山廃CMソング）
- 1995年5月25日 - All of My Love（「目撃!ドキュン」エンディングテーマ）
- 1997年7月2日 - HEART TO HEART（河合塾CMソング）

※特に記載のない限り、作詞・作曲は本人による。

### アルバム
- 1986年 - 『Stay Fire』（air RECORDS/RAL-8838）
- 1987年 - 『Midway』（air RECORDS/R32A-1029）
- 1991年 - 『Small Talk』（キングレコード/KICS-153）※諸岡ケンジ&JACK BITES名義
- 1993年 - 『be too good for WORDS』（キングレコード/KICS-369）※RD名義
- 1995年 - 『All Of My Love』（ファンハウス/FHCF-2245）
- 2007年 - 『TREASURE』（ユニバーサルミュージック/POCE-3716）※ミニアルバム
- 2020年 - 『Estrange』（TAKARA CREATE/TCKM-0228）
- 2022年 - 『秘密基地』（TAKARA CREATE/TVKM-1228）

### ビデオ・DVD
- 2007年 - DVD 「LOVE SONGS」（Treasure of Music/TCM-3001）※2曲入り

## ライブ・レコーディングに参加したミュージシャン
- 岡本郭男（ドラムス）
- 中野周一（ドラムス）
- 日詰昭一郎（ベース）
- 滝元堅志（ベース）
- 金田一中（住吉中）（ベース）
- 土方隆行（ギター）
- 梅村仁（ギター）
- 中川雅之（ギター）
- ケリー・サイモン（ギター）
- 小島良喜（ピアノ・キーボード）
- 牧野信博（ピアノ）
- 河野啓三（キーボード）